# For Earth Below
For Earth Below è un album del chitarrista e cantautore britannico Robin Trower, pubblicato dall'etichetta discografica Chrysalis nel febbraio 1975.
L'album è prodotto da Matthew Fisher. Degli 8 brani, 6 sono interamente composti dall'interprete, mentre Fine Day e Gonna Be More Suspicious sono firmati anche da James Dewar.

## Tracce

### Lato A
1. Shame the Devil       (3:32)
2. It's Only Money         (5:36)
3. Confessin' Midnight  (5:50)
4. Fine Day                   (3:33)

### Lato B
1. Alethea                    (3:02)
2. A Tale Untold           (5:25)
3. Gonna Be More Suspicious   (3:03)
4. For Earth Below       6:00)

## Formazione
- Robin Trower - chitarra
- James Dewar - basso e voce
- Bill Lordan - batteria